# Гримонпон, Жак
Жа́к Гримо́нпон (фр. Jacques Grimonpon; 30 июля 1925, Туркуэн — 23 января 2013, Леж-Кап-Ферре) — французский футболист, игравший на позиции защитника. Участник чемпионата мира 1954 года.

## Биография

### Клубная карьера
Гримонпон отыграл два сезона за «Лилль», выиграв в 1946 году чемпионский титул и Кубок Франции. В 1947 году перешёл в «Гавр», в котором отыграл один сезон, а затем перешёл в «Олимпик Лион». В составе «Лиона» Гримонпон отыграл три сезона и выиграл в 1951 году Вторую лигу.
В 1951 году вернулся в «Гавр», где отыграл два сезона, после чего перешёл в «Бордо». В составе «жирондистов» сыграл четыре сезона и в 1955 году добрался до финала Кубка Франции, в котором «Бордо» проиграло «Лиллю» со счётом 5:2.

### Карьера в сборной
В составе сборной Франции был в заявке на чемпионате мира 1954 года, но на турнире на поле так и не вышел.

### Смерть
Скончался 23 января 2013 года в возрасте 87 лет после продолжительной болезни.

## Достижения
«Лилль»
- Чемпион Франции (1): 1945/46
- Обладатель Кубка Франции (1): 1945/46

«Олимпик Лион»
- Чемпион Франции (Лига 2) (1): 1950/51